# Krasni Kut (Krasnodar)
Krasni Kut (del ruso: Красный Кут) es un jútor del raión de Mostovskói del krai de Krasnodar, en el sur de Rusia. Está situado a orillas del río Mali Chojrak, constituyente del Chojrak, de la cuenca del Kubán a través del Labá, 28 km al noroeste de Mostovskói y 135 km al sureste de Krasnodar, la capital del krai. Tenía 226 habitantes en 2010.
Pertenece al municipio Krasnikutskoye.